# Авунда
Авунда́ (также Авинда; укр. Авунда, крымскотат. Avunda, Авунда) — река на Южном берегу Крыма. Длина реки 7,6 км, площадь водосбора 24,0 км², уклон реки 187 м/км, среднемноголетний сток, на гидропосту Гурзуф, составляет 0,115 м³/сек (по другим данным 0,13 м³/сек). В сборнике «Крымское государственное заповедно-охотничье хозяйство им. В. В. Куйбышева» 1963 года у Авунды записаны длина реки 8,8 км, площадь бассейна 26,1 км², высота истока 1300 м, уклон реки 150 м/км, в книге В. М. Аполлосова «Воды Крыма» 1925 года утверждается, что уклон составляет 206 м/км, а среднегодовой расход воды (на те годы) — 0,074 м³/сек, при зафиксированном 24 сентября 1916 года паводке — 1,57 м³/сек.

## Название
В настоящее время за рекой закрепилось название Авунда с вариантом Авинда, в нижнем течении река также называется Сюнарпутан (Су-нар-Путан) и Салгир. Есть версия, что под именем Салгир именно эту реку, а не большой Салгир, описал Пушкин в поэме Бахчисарайский фонтан.

## Описание
Авунда берёт начало на границе Гурзуфской и Никитской яйл, на восточном склоне горы Демир-Капу. Река маловодна, в верховье русло реки проходит в ущелье Кастополь и, большую часть года сухое. Николай Рухлов в работе «Обзор речных долин горной части Крыма» объяснял это общим уклоном горных пластов на северо-запад, вследствие чего карстовые воды попадают в истоки реки Донга, как и малое количество родников в верховье. Он же отмечал зависимость стока реки от количества осадков. Постоянное течение появляется ниже источника, расположенного на высоте 249 саженей, с дебетом на 1913 год 8600 вёдер в сутки, в пяти километрах от устья, на территории Гурзуфа река протекает по спрямлённому бетонированному руслу, после обильных осадков возможны кратковременные паводки в любое время года. Рухлов отмечал ещё несколько довольно мощных источников в среднем течении, но в настоящее время они не идентифицируются. Самый верхний из известных родников Авунды, под условным названием Кастополь верхний расположен в одноимённом ущелье на высоте 1247 м. Согласно справочнику «Поверхностные водные объекты Крыма» у Авунды 2 левых притока: Катька, впадающая в 1,7 км от устья и Цирубу (Дар-Бугаз Николая Рухлова) — в 0,7 км. Водоохранная зона реки установлена в 50 м
В бассейне реки ещё в XIX веке устроен пруд «Горное озеро» для полива насаждений Никитского ботанического сада, расширенный для тех же целей в послевоенные годы.